# Facteur P

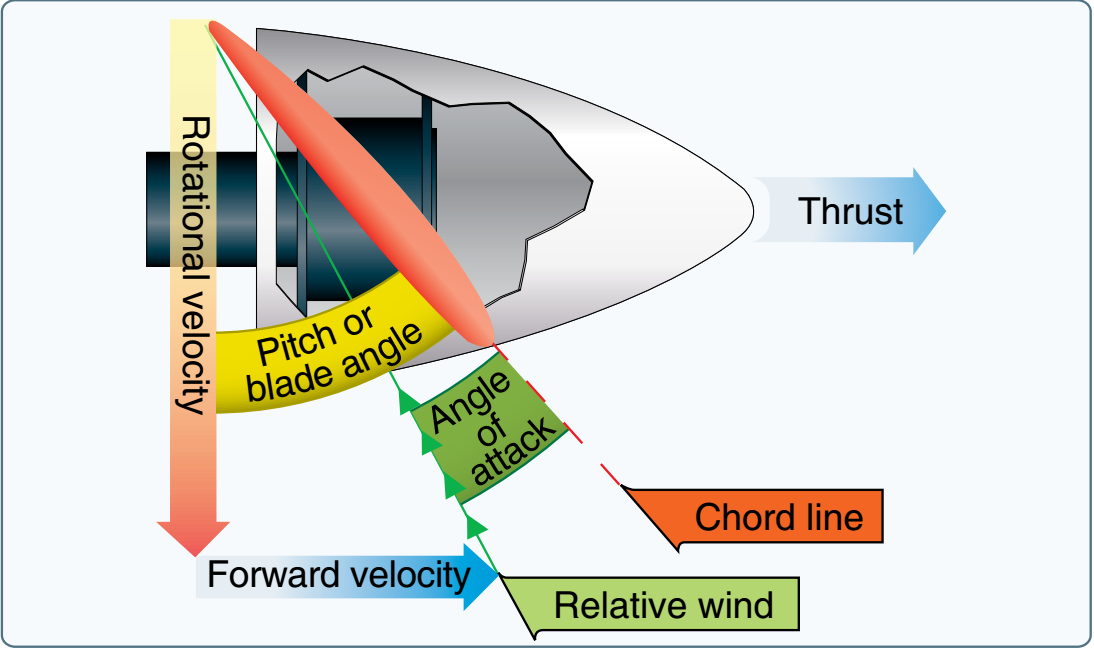
Illustration de l'angle d'attaque.

Le facteur P est un phénomène aérodynamique provoqué en vol par une hélice en rotation. Pour un angle d’assiette à cabrer de l'avion supérieur à zéro, l'angle d’attaque d’une pale descendante est plus important que celui d’une pale montante. Ceci provoque une poussée supérieure d’un côté de l'hélice et par conséquent une asymétrie de poussée. Pour un avion dont l'hélice tourne en sens horaire (vu de l'arrière) la pale descendante est à droite; le centre de poussée est décalé à droite : ceci provoque une tendance à virer à gauche. Le facteur P est important pour déterminer le moteur critique d’un avion multimoteur à hélices.
Les avions dotés d'hélices contrarotatives ne sont pas affectés par ce phénomène.